# Equo compenso in Italia
In Italia il contributo per la copia privata o equo compenso è un contributo imposto per avere il diritto di effettuare la copia privata delle opere protette dal diritto d'autore.
La dizione "equo compenso" è inoltre utilizzata riguardo alle prestazioni professionali degli iscritti a un ordine professionale, come diritto ad una remunerazione economica adeguata e proporzionata alle prestazioni e al lavoro svolto. 

## Normativa per la copia privata
Il contributo per la copia privata in Italia è stato originariamente disciplinato dalla Legge 5 febbraio 1992, n. 93, in materia di "Norme a favore delle imprese fonografiche e compensi per le riproduzioni private senza scopo di lucro."
Nel tempo ha subito numerose modifiche e tra le più importanti citiamo il recepimento della Direttiva europea 29/2001/CE, tramite un discusso  provvedimento approvato dal Consiglio dei Ministri il 20 dicembre del 2002, e ratificato con il decreto legislativo 68 del 9 aprile del 2003.
Il suo ammontare è stabilito, ai sensi della Legge 22 aprile 1941, n. 633, in materia di "Protezione del diritto d'autore e di altri diritti connessi al suo esercizio." con decreto stabilito con decreto del Ministero per i beni e le attività culturali. Il contributo è inteso ad assicurare ai possessori di diritti d'autore un indennizzo sulla copia privata delle loro opere.
In particolare, il contributo è dato da una parte del prezzo finale del prodotto per quanto riguarda gli apparecchi destinati solamente alla registrazione, mentre per gli apparecchi a più funzioni viene calcolato sul prezzo di un prodotto monofunzionale equivalente. Il contributo è applicato anche a supporti di registrazione analogici e digitali come CD-R, DVD-R, Hard disk, chiavette USB e schede di memoria; in tal caso esso viene calcolato in base alla capacità del supporto.
Con il Decreto ministeriale 30 dicembre 2009, in materia di "Determinazione del compenso per la riproduzione privata di fonogrammi e di videogrammi ai sensi dell'art. 71-septies della legge 22 aprile 1941, n. 633" sono state riviste le tabelle dei contributi per la copia privata, estendendole anche a chiavette USB, schede di memoria e altre categorie non contemplate in precedenza.
Successivamente, con il Decreto ministeriale 20 giugno 2014, in materia di "Determinazione del compenso per la riproduzione privata di fonogrammi e di videogrammi ai sensi dell'art. 71-septies della legge 22 aprile 1941, n. 633.", vi è stato un'ulteriore rialzo del contributo per la copia privata, tanto da spingere molti produttori, come Samsung e Apple, ad alzare i prezzi per compensare le nuove tariffe, con il rischio di effetti distorsivi sul mercato che penalizzerebbero le imprese italiane in quanto i consumatori potrebbero essere spinti ad effettuare gli acquisti tramite piattaforme di e-commerce con sede in Paesi dove il contributo per la copia privata non è presente. Il Decreto ministeriale è stato anche oggetto di un'interrogazione parlamentare.

### Proventi
Secondo quanto stimato da Confindustria Digitale, con il Decreto ministeriale 20 giugno 2014, in materia di "Determinazione del compenso per la riproduzione privata di fonogrammi e di videogrammi ai sensi dell'art. 71-septies della legge 22 aprile 1941, n. 633.", gli introiti che la SIAE riceverà dal contributo per la copia privata saranno di 157 000 000 € all'anno (con un incremento del 150% tra il 2013 e il 2014), dei quali circa 10 000 000 € all'anno trattenuti dalla SIAE stessa in qualità di gestore del servizio.

### Tariffe del contributo
Le tariffe del contributo sono state introdotte con il Decreto legislativo 9 aprile 2003, n. 68, articolo 39, aggiornate poi con i Decreti ministeriali del 30 dicembre 2009, del 20 giugno 2014 e del 30 giugno 2020.
Attualmente vengono quindi applicate le tariffe previste dal Decreto ministeriale del  30 giugno 2020, in materia di "Determinazione del compenso per la riproduzione privata di fonogrammi e di videogrammi ai sensi dell'art. 71-septies della legge 22 aprile 1941, n. 633."
- Supporti  audio  digitali  anche  riscrivibili  idonei  alla registrazione di fonogrammi quali CD audio  e  dati,  CD-RW  audio  e dati: euro 0,05 ogni 700 MB;
- Supporti digitali non  dedicati  anche  riscrivibili  idonei alla registrazione di fonogrammi e videogrammi quali  DVD,  DVD  Dual Layer, DVD-RW: euro 0,10 ogni 4,7 GB;
- Supporti digitali non  dedicati  anche  riscrivibili  idonei alla registrazione di contenuti audio e video quali Blu-Ray,  Blu-Ray RW: euro 0,10 ogni 25 GB;
- Apparecchi idonei alla registrazione analogica  o  digitale, audio e video, e masterizzatori di supporti: 5% del  prezzo  indicato dal soggetto obbligato nella documentazione fiscale;
- Apparecchi   polifunzionali   idonei   alla   registrazione analogica o digitale, audio e video con funzioni ulteriori rispetto a quella di registrazione: 5% del prezzo commerciale di un  apparecchio avente caratteristiche equivalenti a quelle della componente  interna destinata alla registrazione;
- Televisori, decoder di qualsiasi tipo satellitare, terrestre o  via  cavo  ed  apparecchiature   similari   aventi   funzione   di registrazione diversi da quelli di  cui  al punto 13:  compenso fisso di euro 4,00;
- Memorie trasferibili o removibili:

| Compenso | Capacità           |
| -------- | ------------------ |
| € 0,00   | fino a 1 GB        |
| € 0,09   | >1 GB fino a 8 GB  |
| € 0,08   | >8 GB fino a 32 GB |
| € 0,07   | >32 GB e oltre     |

È fissato un compenso massimo applicabile  per  ogni  unità  di euro 4,50.
- Chiavette USB/USB stick:

| Compenso | Capacità           |
| -------- | ------------------ |
| € 0,00   | fino a 1 GB        |
| € 0,10   | >1 GB fino a 8 GB  |
| € 0,09   | >8 GB fino a 32 GB |
| € 0,08   | >32 GB e oltre     |

È fissato un compenso massimo applicabile per ciascuna unità di euro 7,50.
- Hard disk interno (destinato ad essere  integrato  in  altro dispositivo) ed esterno e SSD interna (destinata ad essere  integrata in altro dispositivo) ed esterna:

| Compenso | Capacità              |
| -------- | --------------------- |
| € 0,00   | fino a 160 GB         |
| € 0,01   | >160 GB fino a 500 GB |
| € 0,009  | >500 GB fino a 2 TB   |
| € 0,008  | >2 TB e oltre         |

È fissato un compenso massimo applicabile per ciascuna unità di euro 18,00. 
- Memoria o hard disk integrato in un apparecchio multimediale audio e video portatile o altri dispositivi analoghi:

| Compenso | Capacità              |
| -------- | --------------------- |
| € 0,0    | fino a 1 GB           |
| € 3,22   | >1 fino a 5 GB        |
| € 3,86   | >5 GB fino a 10 GB    |
| € 4,51   | >10 GB fino a 20 GB   |
| € 5,15   | >20 GB fino a 40 GB   |
| € 6,44   | >40 GB fino a 80 GB   |
| € 9,66   | >80 GB fino a 120 GB  |
| € 12,88  | >120 GB fino a 160 GB |
| € 16,10  | >160 GB fino a 250 GB |
| € 22,54  | >250 GB fino a 400 GB |
| € 28,98  | >400 GB e oltre       |

- Memoria o hard disk integrato in un lettore portatile Mp3  e analoghi o altro apparecchio Hi-Fi:

| Compenso | Capacità            |
| -------- | ------------------- |
| € 0,0    | fino a 1 GB         |
| € 4,51   | >1 GB fino a 5 GB   |
| € 5,15   | >5 GB fino a 10 GB  |
| € 6,44   | >10 GB fino a 15 GB |
| € 7,73   | >15 GB fino a 20 GB |
| € 9,66   | >20 GB e oltre      |

- Hard disk esterno multimediale con uscita audio/video per la riproduzione dei contenuti su un apparecchio Tv o Hi-fi:

| Compenso | Capacità              |
| -------- | --------------------- |
| €5,15    | fino a 500 GB         |
| € 6,44   | >500 GB fino a 1,5 TB |
| € 9,66   | >1,5 TB fino a 3 TB   |
| € 12,88  | >3 TB e oltre         |

- Memoria o  Hard  disk  integrato  in  un  videoregistratore, decoder di qualsiasi  tipo  satellitare,  terrestre  o  via  cavo  ed apparecchiature similari, apparecchio TV:

| Compenso | Capacità              |
| -------- | --------------------- |
| € 6,44   | fino a 500 GB         |
| € 9,66   | >500 GB fino a 1,5 TB |
| € 12,88  | >1,5 TB fino a 3 TB   |
| € 16,10  | >3 TB e oltre         |

- Memoria o Hard disk:

1. integrato in dispositivi di  telefonia  mobile  dotati  di funzione di registrazione e/o riproduzione multimediale audio o video diversi dai dispositivi individuati al successivo punto  2:  compenso di euro 0,00. 
2. integrato in dispositivi di telefonia mobile  con  schermo touchscreen o  similare  e/o  con  tastiera  completa  qwerty/qwertz, dotati di un sistema operativo (c.d. smartphone) oppure integrato  in dispositivi  con  schermo  touchscreen   o   similare   che   possono connettersi alla rete internet attraverso  Wi-Fi  e/o  reti  dati  di telefonia mobile o similare (c.d. tablet)
| Compenso | Capacità             |
| -------- | -------------------- |
| € 2,90   | fino a 8 GB          |
| € 3,90   | >8 GB fino a 16 GB   |
| € 4,80   | >16 GB fino a 32 GB  |
| € 5,20   | >32 GB fino a 64 GB  |
| € 6,30   | >64 GB fino a 128 GB |
| € 6,90   | >128 GB e oltre      |

- Computer: compenso fisso di euro 5,20;
- Memoria o hard disk  integrato  in  dispositivi  indossabili dotati di funzione di registrazione e/o riproduzione audio e/o  video (c.d. smartwatch, fitness tracker o similari):

| Compenso | Capacità            |
| -------- | ------------------- |
| € 2,20   | fino a 4 GB         |
| € 3,20   | >4 GB fino a 8 GB   |
| € 4,10   | >8 GB fino a 16 GB  |
| € 4,90   | >16 GB fino a 32 GB |
| € 5,60   | >32 GB e oltre      |

- Memoria o Hard  disk  integrato  in  altri  dispositivi  non inclusi nelle precedenti lettere con funzione  di  registrazione  e/o riproduzione di contenuti audio a/o video:

| Compenso | Capacità               |
| -------- | ---------------------- |
| € 0,64   | fino a 256 MB          |
| € 0,97   | >256 MB fino a 384 MB  |
| € 1,29   | >384 MB fino a 512 MB  |
| € 1,61   | >512 MB fino a 1 GB    |
| € 1,93   | >1 GB fino a 5 GB      |
| € 2,25   | >5 GB fino a 10 GB     |
| € 2,58   | >10 GB fino a 20 GB    |
| € 3,22   | >20 GB fino a 40 GB    |
| € 4,83   | >40 GB fino a 80 GB    |
| € 6,44   | >80 GB fino a 120 GB   |
| € 8,05   | >120 GB fino a 160 GB  |
| € 11,27  | >160 GB fino a 250 GB  |
| € 14,49  | >250 GB fino a <400 GB |
| € 16,10  | >400 GB e oltre        |

I dati qua riportati sono stati estratti dal Decreto ministeriale del 30 giugno 2020

### Esenzioni e rimborsi
È possibile ottenere dalla SIAE, in casi specifici, l'esenzione dal pagamento dell'equo compenso. È altresì possibile ottenere dalla SIAE, in casi specifici, un rimborso di quanto pagato per l'equo compenso.

## Normativa nelle Professioni
L'esigenza di disciplinare un compenso minimo per una prestazione compiuta da un professionista iscritto a un Ordine, era stata sempre presente, e risolta tramite un "tariffario" predisposto dal singolo ordine professionale. Fu quindi istituito il Comitato Unitario Permanente (CUP) degli Ordini e Collegi Professionali, un'associazione fra le rappresentanze istituzionali di livello nazionale degli ordine professionale|Ordini e Collegi professionali. 
Solo con la legge n.233 del 31 dicembre 2012, "Equo compenso nel settore giornalistico" , l'equo compenso comincia a essere regolamentato dallo Stato.
Dal 6 dicembre 2017 l'equo compenso è un diritto di tutti i professionisti, con la pubblicazione nella Gazzetta Ufficiale n.284 del 5 dicembre 2017 della legge 4 dicembre 2017, n. 172. 